# 卡利尼夫卡 (羅姆內區)
50°49′16″N 33°24′21″E / 50.82111°N 33.40583°E
卡利尼夫卡（烏克蘭語：Калинівка）是位於烏克蘭東北部的村莊，由蘇梅州羅姆內區的羅姆內市鎮負責管轄。該村處於羅緬河左岸，分別距離米科拉伊夫卡0.5公里和羅金齊3公里，海拔高度117米，2001年人口577。